# Nicator vireo
Nicator vireo là một loài chim trong họ Nicatoridae.